# Gyanendra de Nepal
Gyanendra Bir Bikram Shah Dev de Nepal (en nepalí ज्ञानेन्द्र वीर विक्रम शाहदेव, Jñānendra Vīra Vikrama Śāhadeva) (Katmandú, 7 de julio de 1947) ha sido rey de Nepal entre 1950 y 1951 y entre 2001 y 2008 (sin funciones políticas desde 2007).

## Biografía
Gyanendra ocupó por primera vez el trono entre fines de 1950 y comienzo de 1951, tras huir toda la familia real a la India, en un intento de presionar a la gobernante familia Rana de entregar el poder. Al regreso de los varones de su familia, el pequeño rey de solo tres años le devolvió el poder a su abuelo, el rey Tribhuvan.
Fue educado primero en el Colegio de San José de Darjeeling, una institución jesuita junto a su hermano Birendra. Posteriormente, se graduó en la Universidad Tribhuvan, en Katmandú, en el año 1969.
Gyanendra está casado con Komal Rajya Lakshmi Devi Shah (su prima segunda y miembro de la dinastía Rana). Su esposa es hermana de la esposa de su hermano mayor, Birendra, y de la primera esposa de su hermano menor, Dhirendra. Tienen dos hijos: 
- El príncipe Paras Bir Bikram Shah Dev, heredero de la Corona (nacido el 30 de diciembre de 1971). Casado y con descendencia.

- La princesa Prerana Rajya Lakshmi Devi (nacida el 29 de febrero de 1978). Casada y con descendencia.

Los entonces príncipes Gyanendra y Komal representaron a la Familia Real Nepalí en el enlace matrimonial del príncipe Carlos de Gales con Lady Diana Spencer.
En su faceta empresarial, Gyanendra controló la industria tabacalera y participó en el sector turístico como propietario de algunos hoteles en Katmandú.
Tras producirse el 1 de junio de 2001 la masacre real en la que su sobrino Dipendra asesinó a su padre el rey Birendra y a varios miembros de la familia real y se suicidó (aunque fue rey durante su agonía de tres días), Gyanendra se convirtió nuevamente en rey el 4 de junio. Debido a estas circunstancias luctuosas, los nepalíes fueron perdiendo el respeto por la monarquía y la creencia en su carácter divino.
En febrero de 2005, Gyanendra abolió el régimen democrático de Nepal y asumió la totalidad de los poderes en un ambiente de aprobación popular, montado en un discurso moralizador ante la generalizada corrupción política y la amenaza de una guerrilla maoísta. 
En abril de 2006, una alianza de siete partidos emprendió una serie de movilizaciones exigiendo su renuncia al trono, además de diversas huelgas que paralizaron la economía del país. El rey prometió celebrar elecciones en un año ante el escepticismo de sus opositores y la presión internacional de sus vecinos. El 21 de abril anunció en un discurso televisado que devolvía "el poder al pueblo" y convocó a los partidos políticos a nombrar un nuevo primer ministro a la mayor brevedad posible. Desde entonces su posición y la de la monarquía quedó en duda. Muchos de sus privilegios fueron retirados, se vio obligado al pago de impuestos y fue privado de algunos títulos como la condición de descendiente de la divinidad hindú.  Aunque conservó la corona, desde el 15 de enero de 2007, el rey Gyanendra también se vio forzado a dejar de ejercer las funciones de jefe de Estado, que fueron asumidas por el primer ministro Girija Prasad Koirala.
El 24 de diciembre del 2007 el Parlamento de Nepal decidió establecer una república federal, fruto del acuerdo de paz entre el gobierno y los rebeldes maoístas, para poner término a la guerra civil nepalesa. Esta decisión puso término a doscientos cuarenta años de monarquía y se produjo el 28 de mayo de 2008, una vez reunida la Asamblea Constituyente. La Asamblea acordó que el antiguo monarca debía abandonar el palacio real de Katmandú, que pasó a convertirse en un museo, aunque le permitió continuar viviendo en Nepal. Gyanendra abandonó voluntariamente el Palacio Real de Katmandú el 11 de junio de 2008. En una rueda de prensa celebrada unas horas antes, el depuesto monarca expresó su deseo de continuar residiendo en el país. El Gobierno decidió ceder a Gyanendra su residencia de verano, el Palacio de Nāgārjuna, situada en las afueras de la capital y le permitió mantener sus negocios.

## Títulos y tratamientos
Esta tabla aún no está actualizada. Puedes contribuir aportando información sobre títulos y tratamientos de esta persona.

## Distinciones honoríficas

### Distinciones honoríficas nepalíes

Escudo de Gyanendra como caballero de la Orden de Isabel la Católica.

- Medalla Conmemorativa de la Coronación del Rey Mahendra (Reino de Nepal, 02/05/1956).
- Medalla Conmemorativa de la Coronación del Rey Birendra (24/02/1975).
- Medalla Conmemorativa del Jubileo de Plata del Rey Birendra (31/01/1997).
- Soberano Gran Maestre de la Orden del Soberano Benevolente (04/06/2001).
- Soberano Gran Maestre de la Orden de la Huella de Nepal (04/06/2001).
- Soberano Gran Maestre de la Orden de la Huella de la Democracia de Tribhuvan (04/06/2001).
- Soberano Gran Maestre de la Orden de la Estrella de Nepal (04/06/2001).
- Soberano Gran Maestre de la Orden del Poder del Mantra de Rama (04/06/2001).
- Soberano Gran Maestre de la Orden de los Tres Divinos Poderes (04/06/2001).
- Soberano Gran Maestre de la Orden de la Mano Derecha de Gorkha (04/06/2001).
- Condecoración de Honor de Nepal (04/06/2001).
- Gloriosísima Cadena de Mahendra (04/06/2001).
- Cadena de Birendra (fundador) (29/12/2002).

### Distinciones honoríficas extranjeras
- Caballero gran cruz de la Orden de la Casa de Orange (Reino de los Países Bajos, 25/04/1967).[6]
- Caballero de segunda clase de la Orden de la Excelencia (República Islámica de Pakistán, 1970).
- Caballero de primera clase con fajín de la Orden de la Bandera de Yugoslavia (República Federal Socialista de Yugoslavia, 02/02/1974).
- Medalla conmemorativa de la Coronación del Rey Jigme Singye (Reino de Bután, 02/06/1974).[7][8]
- Caballero de la Orden del Trabajo de Corea (República Popular Democrática de Corea, 1978).
- Caballero Gran Cordón de la Orden del Elefante Blanco (Reino de Tailandia, 1979).
- Caballero gran cruz de la Orden Nacional del Mérito (República Francesa, 02/05/1983).[9]
- Caballero gran cordón de la Orden del Rey Abdulaziz (Reino de Arabia Saudita, 1983).
- Caballero gran cruz de la Distinguidísima Orden de San Miguel y San Jorge (Reino Unido, 1986).
- Caballero gran cruz de la Real Orden de Isabel la Católica (Reino de España, 13/11/1987).[10]
- Caballero comandante de la Orden del Arca de Oro (Reino de los Países Bajos, 1987).[3]
- Caballero gran cruz de la Orden del Mérito de la República Federal de Alemania (República Federal de Alemania, 25/11/1996).[3]
- Medalla de la Orden del Mérito al Servicio Diplomático (República de Corea, 1987).

## Árbol genealógico
|  |                                                                     |  |  |  |  |  |  |  |  |  |  |  |  |  |  |  |
|  | 16. Trailokya, Príncipe Heredero de Nepal                           |  |  |  |  |  |  |  |  |  |  |  |  |  |  |  |
|  |                                                                     |  |  |  |  |  |  |  |  |  |  |  |  |  |  |  |
|  |                                                                     |  |  |  |  |  |  |  |  |  |  |  |  |  |  |  |
|  | 8. Rey Prithvi de Nepal                                             |  |  |  |  |  |  |  |  |  |  |  |  |  |  |  |
|  |                                                                     |  |  |  |  |  |  |  |  |  |  |  |  |  |  |  |
|  |                                                                     |  |  |  |  |  |  |  |  |  |  |  |  |  |  |  |
|  | 17. Lalit Rajya Lakshmi Devi                                        |  |  |  |  |  |  |  |  |  |  |  |  |  |  |  |
|  |                                                                     |  |  |  |  |  |  |  |  |  |  |  |  |  |  |  |
|  |                                                                     |  |  |  |  |  |  |  |  |  |  |  |  |  |  |  |
|  | 4. Rey Tribhuvan de Nepal                                           |  |  |  |  |  |  |  |  |  |  |  |  |  |  |  |
|  |                                                                     |  |  |  |  |  |  |  |  |  |  |  |  |  |  |  |
|  |                                                                     |  |  |  |  |  |  |  |  |  |  |  |  |  |  |  |
|  | 9. Divyeshwari Rajya Lakshmi Devi, princesa Rajput del Punyab       |  |  |  |  |  |  |  |  |  |  |  |  |  |  |  |
|  |                                                                     |  |  |  |  |  |  |  |  |  |  |  |  |  |  |  |
|  |                                                                     |  |  |  |  |  |  |  |  |  |  |  |  |  |  |  |
|  | 2. Rey Mahendra de Nepal                                            |  |  |  |  |  |  |  |  |  |  |  |  |  |  |  |
|  |                                                                     |  |  |  |  |  |  |  |  |  |  |  |  |  |  |  |
|  |                                                                     |  |  |  |  |  |  |  |  |  |  |  |  |  |  |  |
|  | 10. Arjan Singh Sahib, Rajá de Chhatara, Barhgaon y Oudh            |  |  |  |  |  |  |  |  |  |  |  |  |  |  |  |
|  |                                                                     |  |  |  |  |  |  |  |  |  |  |  |  |  |  |  |
|  |                                                                     |  |  |  |  |  |  |  |  |  |  |  |  |  |  |  |
|  | 5. Kanti Rajya Lakshmi Devi                                         |  |  |  |  |  |  |  |  |  |  |  |  |  |  |  |
|  |                                                                     |  |  |  |  |  |  |  |  |  |  |  |  |  |  |  |
|  |                                                                     |  |  |  |  |  |  |  |  |  |  |  |  |  |  |  |
|  | 11. Krishnavati Devi Sahiba                                         |  |  |  |  |  |  |  |  |  |  |  |  |  |  |  |
|  |                                                                     |  |  |  |  |  |  |  |  |  |  |  |  |  |  |  |
|  |                                                                     |  |  |  |  |  |  |  |  |  |  |  |  |  |  |  |
|  | 1. Rey Gyanendra de Nepal                                           |  |  |  |  |  |  |  |  |  |  |  |  |  |  |  |
|  |                                                                     |  |  |  |  |  |  |  |  |  |  |  |  |  |  |  |
|  |                                                                     |  |  |  |  |  |  |  |  |  |  |  |  |  |  |  |
|  | 24. Dhir Shamsher Jang Bahadur Rana                                 |  |  |  |  |  |  |  |  |  |  |  |  |  |  |  |
|  |                                                                     |  |  |  |  |  |  |  |  |  |  |  |  |  |  |  |
|  |                                                                     |  |  |  |  |  |  |  |  |  |  |  |  |  |  |  |
|  | 12. Juddha Shamsher Jang Bahadur Rana, Maharajá de Lambjang y Kaski |  |  |  |  |  |  |  |  |  |  |  |  |  |  |  |
|  |                                                                     |  |  |  |  |  |  |  |  |  |  |  |  |  |  |  |
|  |                                                                     |  |  |  |  |  |  |  |  |  |  |  |  |  |  |  |
|  | 25. Juhar Kumari Devi                                               |  |  |  |  |  |  |  |  |  |  |  |  |  |  |  |
|  |                                                                     |  |  |  |  |  |  |  |  |  |  |  |  |  |  |  |
|  |                                                                     |  |  |  |  |  |  |  |  |  |  |  |  |  |  |  |
|  | 6. Hari Shamsher Jang Bahadur Rana, Maharajá de Lambjang y Kaski    |  |  |  |  |  |  |  |  |  |  |  |  |  |  |  |
|  |                                                                     |  |  |  |  |  |  |  |  |  |  |  |  |  |  |  |
|  |                                                                     |  |  |  |  |  |  |  |  |  |  |  |  |  |  |  |
|  | 26. N. Bikram Shah                                                  |  |  |  |  |  |  |  |  |  |  |  |  |  |  |  |
|  |                                                                     |  |  |  |  |  |  |  |  |  |  |  |  |  |  |  |
|  |                                                                     |  |  |  |  |  |  |  |  |  |  |  |  |  |  |  |
|  | 13. Jetha Bada Maharani Padma Kumari                                |  |  |  |  |  |  |  |  |  |  |  |  |  |  |  |
|  |                                                                     |  |  |  |  |  |  |  |  |  |  |  |  |  |  |  |
|  |                                                                     |  |  |  |  |  |  |  |  |  |  |  |  |  |  |  |
|  | 3. Indra Rajya Laxmi Devi                                           |  |  |  |  |  |  |  |  |  |  |  |  |  |  |  |
|  |                                                                     |  |  |  |  |  |  |  |  |  |  |  |  |  |  |  |
|  |                                                                     |  |  |  |  |  |  |  |  |  |  |  |  |  |  |  |
|  | 14. N. Bikram Shah                                                  |  |  |  |  |  |  |  |  |  |  |  |  |  |  |  |
|  |                                                                     |  |  |  |  |  |  |  |  |  |  |  |  |  |  |  |
|  |                                                                     |  |  |  |  |  |  |  |  |  |  |  |  |  |  |  |
|  | 7. Megha Kumari Rajya Lakshmi                                       |  |  |  |  |  |  |  |  |  |  |  |  |  |  |  |
|  |                                                                     |  |  |  |  |  |  |  |  |  |  |  |  |  |  |  |
|  |                                                                     |  |  |  |  |  |  |  |  |  |  |  |  |  |  |  |

| Precedido por: Tribhuvan Bir Bikram Shah | Rey de Nepal 1950 - 1951                                           | Sucedido por: Tribhuvan Bir Bikram Shah                                                              |
| Precedido por: Dipendra Bir Bikram Shah  | Rey de Nepal (en calidad de Jefe de Estado hasta 2007) 2001 - 2008 | Sucedido por: Cargo extinguido (República de Nepal)Girija Prasad Koirala Jefe de Estado en Funciones |